# فهرست روش‌های اعدام
فهرست زیر شامل روش‌های معمول اعدام در زمان‌های گذشته یا حال حاضر است:
| روش                   | توصیف |
| --------------------- | --- |
| جانوران               | . وان حمام - اعدام با فیل - چهارپاره شدن توسط اسب - لگدمال شدن توسط اسب                                                                                              |
| کمرشکن                | شکست کمر محکوم بدون ریخته شدن خون. |
| بستن به توپ           | بستن محکوم به دهانه توپ و شلیک آن. |
| مرگ با جوشش           | انداختن قربانی به درون دیگ بزرگ آب، روغن، پیه، قیر و سرب مذاب. |
| چرخ کاترین            | چرخاندن محکوم تا حد مرگ بر روی چرخ. |
| زنده به گوری          | مجازات مرسوم برای باکره‌های وستالی که عهد خود را شکستند. |
| سوزاندن در آتش        | مجازات مرسوم برای ملحدان و جادوگران در قرون وسطی. |
| پختن                  | گاو برنزی |
| تصلیب                 | میخ‌کوبی کردن دست و پای محکوم به صلیب یا درخت و رها کردن وی تا زمان مرگ.                                                                                              |
| خرد کردن              | قرار دادن شی سنگین بر روی محکوم به‌طور ناگهانی یا به‌طور کند در جهت زجرکش کردن قربانی.                                                                                 |
| سر بریدن              | به عنوان گردن زدن شناخته می‌شود. معروفترین کاربرد این روش در گیوتین است.                                                                                              |
| پاره کردن شکم         | بیشتر به صورت هاراکیری رایج بوده‌است. |
| مثله‌کردن              | بیشتر به صورت کشیدن با اسب و چهارپاره کردن قربانی رواج داشته‌است. |
| رسامی و چهارپاره کردن | |
| صندلی الکتریکی        | نحوه کار این صندلی به گونه‌ای است که با عبور جریان برق از بدن محکوم و آسیب به اندام‌های حیاتی مهم می‌میرد.                                                              |
| پرتاب از ارتفاع       | پرتاب قربانی از ارتفاع به پاییین یا پرتاب به درون چاه. |
| بستن شریان            | در این روش شریان گردن فرد بسته می‌شود تا خون به مغز نرسیده و فرد خفه شود.                                                                                             |
| اتاق گاز              | قربانی در یک اتاق خاص قرار گرفته و از دریچه‌هایی گاز شیمیایی را وارد اتاق می‌کنند تا قربانی مسموم شده و بمیرد.                                                         |
| به دار آویختن         | قربانی دستانش از پشت بسته می‌شود و معمولاً صورتش با پارچه تیره رنگی پوشانده می‌شود و به وسیله طنابی که دور گردن اوست به بالا کشیده می‌شود و یا زیر پایش خالی می‌گردد.     |
| ایمورمنت              | |
| چهارمیل کردن          | در چهارمیل کردن معمولی چوب یا نیزه بلندی را درون بدن فرد محکوم فرو کرده و می‌گذارند که فرد با دست و پا زدن جان دهد.                                                   |
| کیل‌هالینگ             | |
| سم                    | مانند مرگ سقراط که با دادن زهرهایی مانند سیانور و... جان قربانی گرفته می‌شود.                                                                                         |
| آویختن                | |
| اره کرده              | شخص قربانی از پا آویزان شده و دو نفر در طرفین قرار می‌گیرد و شروع به اره کردن از وسط پاها می‌کنند.                                                                     |
| اسکافیزم              | |
| تیراندازی             | در تیرانداری با پرتاب یا شلیک کردن تیر به وسیلهٔ کمان یا اسلحه (تفنگ، تپانچه یا شاتگان) اقدام به کشتن می‌کنند.                                                         |
| برش آرام              | این دست از مجازات‌ها در قرون وسطی مرسوم بوده‌است. |
| دهیدراسیون            | |
| سنگسار                | قربانی تا گردن در خاک دفع شده و فقط سر و گردن بیرون از خاک باقی می‌ماند و کیسه‌ای در سر فرد قرار می‌گیرد و اهالی منطقه شروع به پرتاب سنگ می‌کنند.                        |
| غرق کردن              | محکوم را دریک منبع آب انداخته و در آن را مبندند تا خفه شود. |
| گیوتین                | این دستگاه از یک چارچوب عمودی بلند و یک تیغهٔ معلق تشکیل شده‌است. تیغه به وسیلهٔ یک طناب بالا برده می‌شود و پس از رها شدن و سقوط روی گردن، سر را به‌سرعت از تن جدا می‌کند. |